# Henk Ellens
Henk Ellens (Amsterdam, 22 mei 1939 - Amsterdam, 27 september 2021) was een Nederlands voetballer en voetbaltrainer.
Met De Volewijckers speelde hij als rechtsback twee seizoenen in de Eredivisie. Hij was onder meer trainer van FC Volendam (1979-1980 en 1980-1981) en De Graafschap (1977-1978). 
Bij De Graafschap had hij de bijnaam de melkboer omdat hij de spelers altijd melk liet drinken.